# قرار مجلس الأمن التابع للأمم المتحدة رقم 1274
قرار مجلس الأمن التابع للأمم المتحدة رقم 1274، المتخذ بالإجماع في 12 تشرين الثاني / نوفمبر 1999، بعد الإشارة إلى جميع القرارات المتعلقة بالحالة في طاجيكستان وعلى طول الحدود الطاجيكية الأفغانية، مدد المجلس ولاية بعثة مراقبي الأمم المتحدة في طاجيكستان لستة أشهر أخرى حتى 15 مايو 2000 وتناول الاستعدادات للانتخابات البرلمانية المقبلة في البلاد.
وأشار المجلس في ديباجة القرار إلى إحراز تقدم كبير في تقدم السلام في طاجيكستان. وقالت المعارضة الطاجيكية المتحدة إنها ستحل وحداتها ورفعت المحكمة العليا القيود والحظر المفروض على الأحزاب السياسية في المعارضة الطاجيكية. وأقرت بإجراء الانتخابات الرئاسية في 6 تشرين الثاني / نوفمبر 1999. ظل الوضع الامنى هادئا في معظم انحاء البلاد بالرغم من التوتر في بعض المناطق.
ودعيت الأطراف إلى اتخاذ مزيد من الإجراءات من أجل التنفيذ الكامل لاتفاق السلام والاستعدادات لإجراء انتخابات برلمانية حرة ونزيهة وديمقراطية. أكد المجلس مجددًا على أهمية مشاركة الأمم المتحدة ومنظمة الأمن والتعاون في أوروبا في التحضير للانتخابات البرلمانية ومراقبتها حيث كانت آخر حدث رئيسي في المرحلة الانتقالية المنصوص عليها في اتفاقية السلام.
ظلت الحالة الإنسانية في طاجيكستان مصدر قلق لمجلس الأمن، ودُعيت الدول الأعضاء إلى تقديم تبرعات لمشاريع التسريح وإعادة الإدماج ودعم الانتخابات. وطُلب من الأمين العام كوفي عنان تقديم تقرير عن الوضع في البلاد بعد الانتخابات البرلمانية وخلال أربعة أشهر من اعتماد القرار الحالي، لا سيما فيما يتعلق بالدور المستقبلي للأمم المتحدة في طاجيكستان.

## روابط خارجية
- نص القرار في undocs.org